# (17737) Sigmundjähn
17737 Sigmundjahn (1998 BF14) – planetoida z pasa głównego planetoid okrążająca Słońce w ciągu 3,8 lat w średniej odległości 2,43 au Odkryta 27 stycznia 1998 roku, nazwana imieniem niemieckiego kosmonauty Sigmunda Jähna.